# Sułów (gmina w województwie wrocławskim)
Sułów – dawna gmina wiejska istniejąca w latach 1945–1954 i 1973–1977 w woj. wrocławskim (dzisiejsze woj. dolnośląskie). Siedzibą władz gminy był Sułów (do 1945 miasto).
Gmina Sułów powstała po II wojnie światowej na terenie tzw. Ziem Odzyskanych (tzw. II okręg administracyjny – Dolny Śląsk). 28 czerwca 1946 gmina – jako jednostka administracyjna powiatu milickiego – weszła w skład nowo utworzonego woj. wrocławskiego.
Według stanu z 1 lipca 1952 gmina składała się z 17 gromad: Baranowice, Brzezina Sułowska, Dunkowa, Grabówka, Gruszeczka, Łąki, Miłosławice, Niezgoda, Olsza, Piotrkosice, Poradów, Ruda Sułowska, Słączno, Sulimierz, Sułów, Węgrzynów i Wilkowo. Gmina została zniesiona 29 września 1954 wraz z reformą wprowadzającą gromady w miejsce gmin.
Jednostkę reaktywowano 1 stycznia 1973 w tymże powiecie i województwie. 1 czerwca 1975 gmina weszła w skład nowo utworzonego (mniejszego) woj. wrocławskiego.
1 września 1977 gmina została zniesiona, a jej obszar włączony do gmin:
- Milicz (obszary wsi Brzezina Sułowska, Dunkowa, Gruszeczka, Łąki, Miłosławice, Piotrkosice, Poradów, Pracze, Ruda Sułowska, Słączno, Sulimierz-Sułów i Węgrzynów),
- Trzebnica (obszary wsi Koniowo i Ujeździec Mały[11]),
- Żmigród (obszary wsi Baranowice, Grabówka, Niezgoda, Olsza i Wilkowo).

Cztery spośród pięciu sołectw włączonych do gminy Żmigród (oprócz Niezgody), włączono 1 stycznia 1996 do gminy Milicz.